# 야렘체

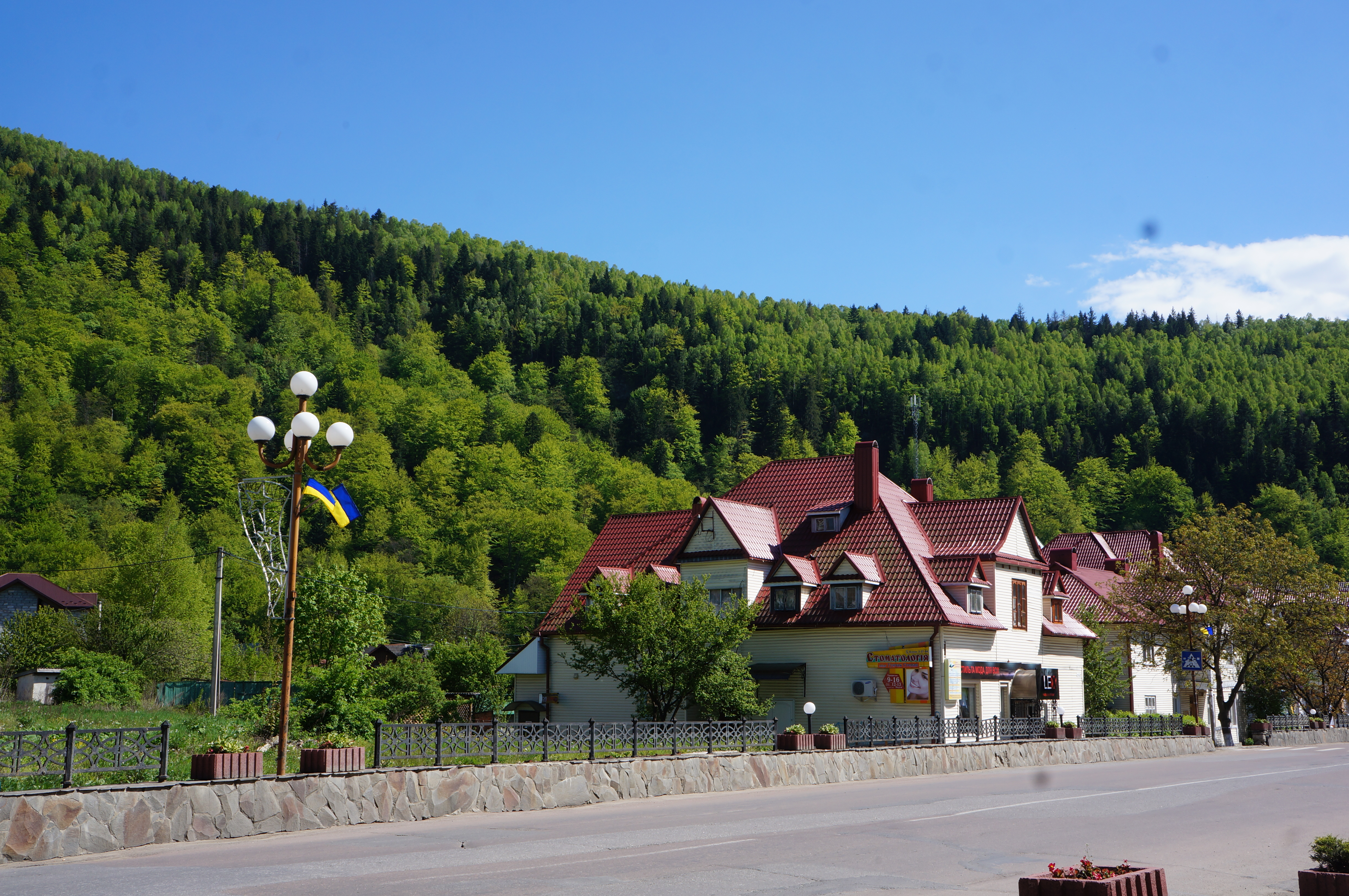
야렘체

야렘체(우크라이나어: Яремчe, 폴란드어: Jaremcze)는 우크라이나 서부에 위치한 이바노프란키우스크주의 도시로 면적은 657km2, 높이는 585m, 인구는 7,907명(2022년 기준), 인구 밀도는 12명/km2이다.
1787년에 신설되었으며 1918년부터 1939년까지는 폴란드의 지배를 받았다. 1939년에 소련 우크라이나 소비에트 사회주의 공화국에 편입되었고 1977년 12월 30일에 지방 자치체 지위를 부여받았다. 카르파티아산맥 동부, 프루트강 유역과 접하며 목조 정교회 교회당, 철도 구름다리, 스키장으로 유명한 곳이다. 카르파티아 국립자연공원 관리 사무소가 위치한 곳이기도 하다.

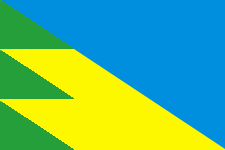
시기
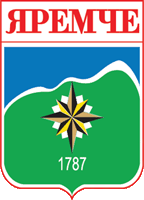
시 문장

## 인구
| 연도 | 인구   | ±%    |
| --- | ------ | ----- |
| 2007 | 11,926 | —     |
| 2008 | 11,956 | +0.3% |
| 2009 | 12,007 | +0.4% |
| 2010 | 12,091 | +0.7% |
| 2016 | 12,478 | +3.2% |
| Note: Population of Vorokhta included 2010 data is valid thru October Source: Regional Statistics Office |        |       |